# البريكة (قفل شمر)

تعديل مصدري - تعديل

البريكة هي إحدى قرى عزلة بني جل بمديرية قفل شمر التابعة لمحافظة حجة، بلغ تعداد سكانها 176 نسمة حسب تعداد اليمن لعام 2004.